# Товариш Арсеній
«Товариш Арсеній» — радянський художній фільм 1964 року, знятий на Кіностудії ім. М. Горького. Біографічний фільм про Михайла Фрунзе. 

## Сюжет
Фільм розповідає про революційну діяльність більшовика М. В. Фрунзе в місті Іваново-Вознесенськ під час Першої російської революції (1905—1907).

## У ролях
- Роман Хомятов —   М. В. Фрунзе (підпільні прізвиська «Тріфонич», «Арсеній»)
- Євген Буренков —  більшовик Іван Матвійович Нікітін (підпільне прізвисько «Андрій Іванович Малахов»)
- Володимир Костін —  Іван Микитович Уткін (підпільне прізвисько «Станко»)
- Володимир Соловйов — Федір Опанасович Афанасьєв, відповідальний секретар Іваново-Вознесенського комітету РСДРП (підпільне прізвисько «Батько»)
- Олег Єсауленко —  Євлампій Олександрович Дунаєв (підпільні прізвиська «Олександр», «Дядя»)
- Надія Корункова —  Аграфена Василівна Ніколаєва
- Людмила Іванова —  Мотря Павлівна
- Світлана Жгун —  Стеша Воронова
- Наталія Клімова —  Ольга Михайлівна Генкина
- Володимир Муравйов —  чиновник з Петербурга
- Віктор Чекмарьов —  справник Лавров
- Леонід Бронєвой —  полковник жандармерії
- Сергій Блинников —  пристав
- Володимир Златоустовський —  Борис Бобров
- Георгій Оболенський —  Никодим
- Рудольф Панков —  робітник
- В'ячеслав Соколов —  справник Шрегель
- Серафим Зайцев —  поліцмейстер Крижаловський
- Геннадій Чулков —  Силантій
- Ігор Бєзяєв — епізод
- Володимир Владиславський —  професор університету
- Володимир Всеволодов —  Лимонов, власник друкарні
- Володимир Піцек —  вчитель, гість Лимонова
- Віктор Колпаков —  диякон, гість Лимонова
- Павло Волков —  робітник на мітингу
- Юрій Воронков —  Костін, чорносотенець, який убив Ольгу
- Анатолій Голик —  Яшка
- Євгенія Мельникова —  дружина
- Маргарита Жарова —  Глафіра Морковкіна
- Леонід Звєринцев —  Михайло Лакін
- Костянтин Михайлов —  Смолін, керуючий
- Анатолій Обухов —  Тимоха
- Юрій Смирнов —  шпик
- Микола Ємельянов — епізод
- Юрій Соловйов —  Рубцов, провокатор
- Георгій Шаповалов —  Семен Іванович (С. І. Балашов, підпільне прізвисько «Мандрівник»)
- Володимир Ліппарт —  Олексій Петрович, робітник (немає в титрах)
- Леонід Пархоменко —  провокатор, вбивця «Батька» (немає в титрах)
- Аркадій Трусов —  городовий (немає в титрах)
- Микола Горлов —  жандарм (немає в титрах)
- Павло Тарасов —  офіцер поліції (немає в титрах)

## Знімальна група
- Режисер:  Іван Лукинський
- Автор сценарію:  Аркадій Васильєв
- Директор фільму:  Володимир Марон
- Оператор:  Володимир Рапопорт
- Художник-постановник:  Людмила Безсмертнова
- Композитор:  Тихон Хрєнников
- Текст пісні:  Євген Долматовський